# فونتيجو كامينغز
فونتيجو كامينغز (بالإنجليزية: Vonteego Cummings)‏ مواليد 29 فبراير 1976 في طومسون، هو لاعب كرة سلة أمريكي بدأ مسيرته الاحترافية في سنة 1999 حيث تم اختياره من قبل فريق إنديانا بايسرز خلال الدرافت. يبلغ طوله 6 قدم 3 بوصة (1.9 م).

## فرق لعب لها
- غولدن ستايت ووريورز
- فيلادلفيا سفنتي سيكسرز
- مكابي تل أبيب لكرة السلة
- سي بي إستوديانتس

## إحصائيات المسيرة

### الرابطة الوطنية لكرة السلة

#### الموسم الاعتيادي
| السنة   | الفريق                 | لعب | بدأ | دقيقة | ميداني% | ثلاثية | حرة  | ارتداد | صنع | استلاب | تصدي | نقطة |
| ------- | ---------------------- | --- | --- | ----- | ------- | ------ | ---- | ------ | --- | ------ | ---- | ---- |
| 1999–00 | غولدن ستايت ووريورز    | 75  | 11  | 23.9  | .405    | .325   | .751 | 2.5    | 3.3 | 1.2    | .2   | 9.4  |
| 2000–01 | غولدن ستايت ووريورز    | 66  | 11  | 22.7  | .344    | .336   | .681 | 2.1    | 3.4 | 1.0    | .2   | 7.3  |
| 2001–02 | فيلادلفيا سفنتي سيكسرز | 58  | 1   | 8.6   | .417    | .261   | .750 | .9     | 1.0 | .3     | .1   | 3.3  |
| المسيرة |                        | 199 | 23  | 19.0  | .383    | .321   | .726 | 1.9    | 2.7 | .9     | .2   | 6.9  |

#### التصفيات
| السنة   | الفريق                 | لعب | بدأ | دقيقة | ميداني% | ثلاثية | حرة  | ارتداد | صنع | استلاب | تصدي | نقطة |
| ------- | ---------------------- | --- | --- | ----- | ------- | ------ | ---- | ------ | --- | ------ | ---- | ---- |
| 2001–02 | فيلادلفيا سفنتي سيكسرز | 1   | 0   | 1.0   | .000    | .000   | .000 | .0     | .0  | .0     | .0   | .0   |
| المسيرة |                        | 1   | 0   | 1.0   | .000    | .000   | .000 | .0     | .0  | .0     | .0   | .0   |

## روابط خارجية
- فونتيجو كامينغز على موقع الدوري الأوروبي لكرة السلة (الإنجليزية)
- فونتيجو كامينغز على موقع إن بي أي (الإنجليزية)
- فونتيجو كامينغز على موقع سبورتس رفرنس (الإنجليزية)
- فونتيجو كامينغز على موقع الدوري الإسباني لكرة السلة (الإسبانية)
- فونتيجو كامينغز على موقع كرة السلة الأوروبية.كوم (الإنجليزية)
- فونتيجو كامينغز على موقع كلية كرة السلة في سبورتس رفرنس.كوم (الإنجليزية)
- فونتيجو كامينغز على موقع ريلجم (الإنجليزية)
- فونتيجو كامينغز على موقع بروبوليرز (الإنجليزية)
- فونتيجو كامينغز على موقع سبورتس رفرنس (الإنجليزية)
- فونتيجو كامينغز على موقع سبورتس رفرنس (الإنجليزية)